# Topologia de xarxa

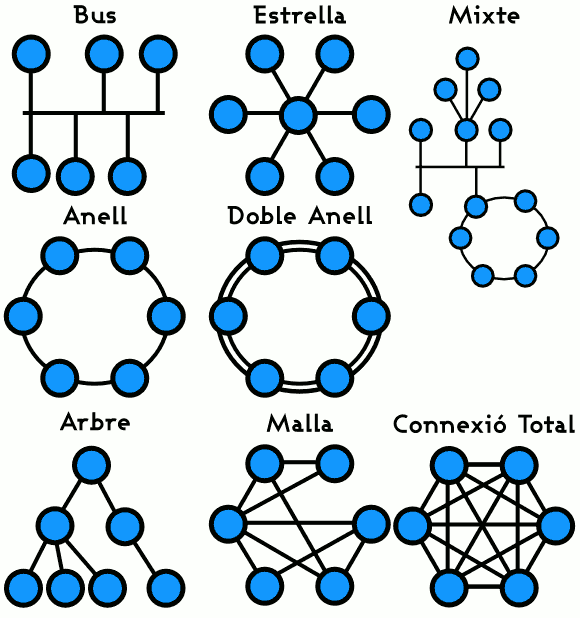
Topologies

Es coneix com a topologia de xarxa el tipus d'enllaç o cablejat que interconnecta els diferents nodes d'una xarxa. Un node donat pot tenir enllaços a un o més dels altres nodes. La topologia de la xarxa es determina només per la configuració de les connexions entre nodes; així que forma part de la teoria de grafs. Les distàncies entre nodes, les interconexions físiques, les velocitats de transmissió i/o tipus de senyals no tenen importància a l'hora de definir la topologia.
Si una xarxa utilitza diferents tipus de topologies s'anomena mixta.
Existeixen dues classes de topologies de xarxa: les físiques i les lògiques.
La topologia física de la xarxa es refereix a la disposició del medi de transmissió utilitzat per connectar els dispositius, així com la ubicació dels nodes i les connexions entre els dispositius i el cablejat.
La topologia lògica, per la seva banda, descriu la forma en què les dades transiten per la xarxa, sense tenir en compte les connexions físiques dels dispositius. Aquesta topologia considera els dispositius únicament com a nodes.

## Tipus
- Anell
- Doble Anell
- Arbre (Jeràrquica)
- Bus
- Estrella
- Malla